# 1727년 영국 총선
윌리엄 펄트니가 이끄는 일부 휘그당 소장파는 월폴 정부가 휘그당 강령을 배신했다며 소위 애국휘그당을 조직했다. 1727년, 조지 1세가 죽고 조지 2세가 즉위하면서 새 의회가 소집된다. 이에 다음 선거를 1729년으로 예상하던 토리당은 여기서 또다시 참패해 의석수가 더욱 줄어들면서, 실제정치에 크게 영향을 미치지 못하는 정당으로 전락한다.

## 선거 결과
| 정당       | 의석 수 |
| ---------- | ------- |
| 휘그당     | 415석   |
| 토리당     | 128석   |
| 애국휘그당 | 15석    |
| 합계       | 558석   |